# Santa Lucía de Barva
Santa Lucía es el quinto distrito del cantón de Barva, en la provincia de Heredia, de Costa Rica.

## Toponimia
Se refiere a Lucía de Siracusa.

## Historia

### Tornado de 1998
El 22 de septiembre de 1998 a las 13:30, un tornado afectó el distrito y sus alrededores por diez minutos, siendo el tornado que más daños ha producido en el país, con ciento setenta y nueve casas dañadas, afectando a seiscientas personas. Sin embargo, bajo estándares meteorológicos internacionales, el Instituto Meteorológico Nacional clasificó el evento como débil.

## Geografía
Santa Lucía cuenta con un área de 2,86 km² y una altitud media de 1159 m s. n. m.
Se ubica en el Gran Área Metropolitana, en el Valle Central del país, sus límites son al norte con los distritos Barva y San Pablo del cantón Barva, al este el distrito Ángeles del cantón de San Rafael, al sur el distrito San Josecito del cantón de San Rafael, y al oeste el distrito Mercedes del cantón de Heredia.
Tres quebradas atraviesan el distrito de este a oeste: quebrada Seca, quebrada Burío y quebrada Palmar, las dos últimas confluyen como afluentes que forman el río Burío en el límite sur del distrito.

## Demografía
Para el año 2022, Santa Lucía cuenta con una población estimada de 9035 habitantes, y para el último censo efectuado, en 2011, Santa Lucía contaba con una población de 7413 habitantes.

## Localidades
- Barrios: Doña Iris, Jardines del Beneficio, Paso Viga (parte), Pedregal.
- Poblados: Getsemaní (parte), Palmar (parte).
- Residenciales: Existe varios proyectos y áreas residenciales en uso: Urbanización Jardines de Santa Lucía, Urbanización Antiesquivo, Residencial Jardines del Beneficio, Residencial Malinche Real, Urbanización Villa Esmeralda, Residencial La Ronda, Urbanización Don Álvaro, Urbanización Doña Iris, Urbanización El Tajo.

## Economía
El distrito es mayoritariamente una zona residencial, con pequeños negocios para atender las necesidades de sus habitantes. Existe una planta receptora y procesadora de café en funcionamiento, el Beneficio de Café Juan León e Hijos, y pequeños cafetales.

## Educación

### Educación pública
Hay un Centro de Cuido y Desarrollo Infantil (CECUDI) llamado Sueños de Algodón y también una escuela primaria pública llamada Escuela Domingo González Pérez.
Hay instalaciones de investigación de la Escuela de Ciencias Agrarias de la Universidad Nacional de Costa Rica (UNA), denominada Finca Experimental Santa Lucía.  Asimismo, en el distrito se encuentra el Instituto de Investigación y Servicios Forestales también de la UNA.

### Educación privada
Hay un centro preescolar privado, Centro Educativo Bilingüe Cosquillitas. También hay dos centros educativos privados, Centro Educativo Montealto, que imparte clases de preescolar, primaria y secundaria, y Centro Educativo Shkénuk Montessori.

## Cultura

### Museos
El Museo de Cultura Popular se encuentra en el distrito.

### Centro Cultural de Bandas
Existen planes para construir el Centro Cultural de Bandas en el distrito, sin embargo hay denuncias de corrupción en los procedimientos de contratación.

### Ocio
Hay un Salón Comunal, varios parques urbanos y una plaza de fútbol pública.
En el distrito también se encuentra el Centro de Recreo del sindicato de trabajadores de la Universidad Nacional de Costa Rica. 

### Religión
En 2002 la iglesia católica del distrito, Iglesia de Santa Lucía Virgen y Mártir que era una iglesia filial de la Parroquia de San Bartolomé Apóstol en el distrito de Barva, se convierte en la Parroquia de Santa Lucía Virgen y Mártir, una parroquia con su propia iglesia filial, la Iglesia de la Medalla Milagrosa en el vecino Barrio Peralta del distrito San Josecito, en el cantón San Rafael.

## Salud
Hay un Equipos Básicos de Atención Integral en Salud (Ebais) que brinda atención médica básica de primera línea, administrado por la Caja Costarricense del Seguro Social.
También un Hogar Crea para la rehabilitación y tratamiento de jóvenes con problemas de adicción.

## Transporte

### Rutas de carretera
El distrito posee acceso por medio de las siguientes rutas nacionales:
- Ruta 126
- Ruta 502

No hay acceso ferroviario y el transporte público consiste de rutas de autobús y taxis. 

## Servicios públicos
La Empresa de Servicios Públicos de Heredia (ESPH), es el principal proveedor de energía eléctrica y agua potable del distrito. Existen dos pozos de agua para extraer agua para sus usuarios en este y otros distritos, el Pozo Santa Lucía y Pozo Malinche Real, y dos tanques de agua de su red, Tanque Antiesquivo y Tanque Santa Lucía.
La ESPH tiene planes para una planta de tratamiento de aguas residuales para este y los distritos vecinos, ya que la comunidad depende de fosas sépticas residenciales individuales, lo cual es común en el país.
Las telecomunicaciones incluyen fibra óptica para el hogar (proporcionada por ICE Kölbi), así como televisión por cable de varios proveedores y cobertura completa de telefonía celular por ICE Kölbi, Claro y Movistar.